# The Whitey Album
The Whitey Album es el primer y único álbum lanzado por la banda Ciccone Youth, proyecto paralelo de los integrantes de Sonic Youth y Mike Watt, de Minutemen) y fIREHOSE. El álbum es un tributo a la cantante pop Madonna y a la música pop de los ochenta en general. El álbum conserva un poco el sonido clásico de Sonic Youth, aunque sintetizadores y beatbox pueden ser hallados en las canciones del álbum.
The Whitey Album es un disco altamente experimental y con una baja calidad de sonido y grabación en comparación con otros discos, además de que por el hecho de hacer canciones que no están de acuerdo a su estilo. Esto provocó que el álbum no tuviera mucho éxito comercial, aunque de todas maneras este álbum estaba sólo pensado para una grabación casera. Aun así, The Whitey Album es considerado una pieza valiosa de colección para los fanes de Sonic Youth.
En 1995, una versión remasterizada y puesta en un box-set junto con otros dos álbumes de Sonic Youth (Sonic Youth y Psychic Hearts) fue lanzada al mercado por medio de Geffen Records.
Además, en 2006, una versión editada de The Whitey Album fue lanzada al mercado. En esta edición, además de remasterizar algunos temas del álbum, se agregó el tema remixado Macbeth.

## Listado de temas
Todas las canciones fueran escritas por Ciccone Youth, excepto donde se aclare.
1. "Needle-Gun" – 2:27
2. (Silence) – 1:03
3. "G-Force" – 3:39
4. "Platoon II" – 4:18
5. "MacBeth" – 5:27
6. "Me & Jill/Hendrix Cosby" – 5:30
7. "Burning Up" (Madonna) – 3:52
8. "Hi! Everybody" – 0:57
9. "Children of Satan/Third Fig" – 3:06
10. "Two Cool Rock Chicks Listening to Neu!" – 2:56
11. "Addicted to Love" (Robert Palmer) – 3:45
12. "Moby-Dik" – 1:01
13. "March of the Ciccone Robots" – 1:57
14. "Making the Nature Scene" – 3:14
15. "Tuff Titty Rap" – 0:39
16. "Into the Groove(y)" (Madonna, Bray) – 4:36

### Reedición de 2006
1. "MacBeth (Alternate Mix)" – 5:17